# 顧大章
顧 大章（こ だいしょう、1567年 - 1625年）は、明代の官僚。魏忠賢ら閹党の迫害により冤罪死した東林六君子のひとり。字は伯欽、号は塵客。本貫は蘇州府常熟県。

## 生涯
南京太常寺卿の顧雲程の子として生まれた。弟の顧大韶とは双子であった。1607年（万暦35年）、大章は進士に及第し、泉州府推官に任じられた。転任を求めて常州府教授となった。父が死去したため、辞職して喪に服した。喪が明けると、朝廷内で朋党が対立し、清流派の士大夫たちは逼塞していた。大章はその状況を憂いて、後漢末に党錮の禁を受けた賈彪に自身を仮託し、東林党の人々とともに上疏し、賈彪の故事に倣おうとした。北京に入り、国子博士に任じられた。朝士と交際して往来を通じ、ひそかに人士たちを引き合わせて人間関係を結ばせたので、清流派の人々に頼りにされた。
しばらくして刑部主事に転じた。命を受けて使節をつとめ、帰朝した。1621年（天啓元年）、刑部員外郎に進んだ。1622年（天啓2年）、刑部尚書の王紀の命により署山東司事をつとめた。前年に遼陽が後金の攻撃により失陥すると、五城と京営の巡捕により200人あまりが細作として逮捕収監されていた。大章は王紀に進言して3人を残し、残りを大理寺に移して釈放した。佟卜年の獄では、王紀は大章の言を用いて佟卜年を流刑にする方針だったが、上書しないうちに王紀が失脚した。刑部侍郎の楊東明が尚書の事務を代行すると、佟卜年を死刑に処す方針に変えようとしたが、大章がこれに反対して争った。天啓帝の旨に逆らったとして大章は譴責され、佟卜年は後に獄死することになった。
魏忠賢は劉一巘の獄に劉一燝を連座させようとしたが、大章がその非を力説したため、魏忠賢は大章に恨みを抱いた。遼陽での敗戦の責任をめぐって、法司では熊廷弼に寛容な議論が多かったが、大章は王化貞を処刑し、熊廷弼を一兵士に落とすように意見した。王紀が徐大化を弾劾し、客氏を批判する上疏を行うと、徐大化らは王紀の上疏が大章の手になるものと疑い、かれを恨んだ。徐大化は親しい御史の楊維垣に依頼して大章が「八議」を偽り唱えていると弾劾させた。大章は上疏して自らを弁護した。楊維垣は四度上疏して大章が熊廷弼から4万の賄賂を受け取り、刑事事件を金で売ったと攻撃した。大章は葉向高を頼り、その部下の取り調べを受けた。都御史の孫瑋らは大章の誣告を証言した。天啓帝は大章が弁論を汚したとして、その俸給を剥奪すると、大章は官を退いて帰郷した。
1625年（天啓5年）、大章は再び官に起用された。礼部郎中・陝西副使を歴任した。徐大化と楊維垣の策動により汪文言の獄に連座させられ、逮捕拷問されて、不正に得た金品4万を蔵匿した罪を着せられた。大章は刑部の獄に移されて、楊漣ら5人の惨死のさまを知らされたが、屈服しようとしなかった。刑部尚書の李養正らは移宮の案をめぐって李選侍の仁寿宮への移転を主導したとして、6人を死罪とするよう上書した。魏忠賢は詔と偽って四方に布告し、大章を鎮撫に移させた。大章は「わたしはどうして再びこの獄に入ることができようか」と嘆いていった。9月、弟の顧大韶と別れを告げ、酒とともに毒薬を飲んだが死なず、首を括って縊死した。享年は59。崇禎初年、太僕寺卿の位を追贈された。南明の福王政権のとき、裕愍と追諡された。